# Островной мыс (бухта Нагаева)
Островно́й — мыс на севере Охотского моря в бухте Нагаева.

## География
Расположен на северо-западе бухты Нагаева, между мысами Серый и Отлогий. Средняя величина прилива у мыса — 2 метра. Ранее представлял собой остров, до того, как к нему была проложена насыпь для размещения наблюдательного пункта.
В 1—1,5 километрах восточнее мыса с 1940-го по 1960-й год располагалась батарея Б-13 № 960.